# Доброхвалов, Николай Юрьевич
Николай Юрьевич Доброхвалов (12 ноября 1967) — советский, белорусский и российский биатлонист, призёр Всемирной Универсиады, призёр чемпионата России, тренер. Мастер спорта СССР.

## Биография
После распада СССР стал представлять Белоруссию. В 1993 году 25-летний спортсмен стал бронзовым призёром соревнований Всемирной Универсиады в спринте.
В дальнейшем перебрался в Россию, представлял город Санкт-Петербург. Становился победителем соревнований «Кубок Урала» в эстафете (1997). На чемпионате России в 1999 году стал бронзовым призёром в эстафете.
После окончания спортивной карьеры работает тренером в УОР № 2 г. Санкт-Петербурга, входит в тренерский штаб сборной города. Среди его воспитанников — участница Олимпийских игр Надежда Писарева, а также ряд призёров юниорских российских соревнований по биатлону и летнему биатлону. Имеет звание «тренер-преподаватель высшей категории», награждён медалью «За отличие в военной службе» III степени, премией Правительства Санкт-Петербурга.